# فرانسوا إميل ميشيل
فرانسوا إميل ميشيل (بالفرنسية: François-Émile Michel)‏ هو مؤرخ الفن ورسام فرنسي، ولد في 19 يوليو 1828 في متز في فرنسا، وتوفي في 24 مايو 1909 في باريس في فرنسا.